# Dennis Hopper
Pour les articles homonymes, voir Hopper.
Dennis Hopper /ˈdɛnɪs ˈhɑpɚ/ est un acteur, réalisateur, photographe et peintre américain, né le 17 mai 1936 à Dodge City (Kansas) et mort le 29 mai 2010 à Los Angeles.
Ayant fait ses débuts aux côtés de James Dean, il est le réalisateur et l'un des acteurs principaux, avec Peter Fonda, de Easy Rider, symbole culturel de l'Amérique hippie, qui reçut le Prix de la Première œuvre au Festival de Cannes 1969 et devint rapidement un film culte.
Il est également connu pour ses rôles dans Apocalypse Now et Rusty James de Francis Ford Coppola, L'Ami américain de Wim Wenders ou encore dans Blue Velvet de David Lynch.

## Biographie

### Enfance
Né à Dodge City (Kansas), Dennis Lee Hopper est le fils de Marjorie Mae Davis et Jay Millard Hopper. La famille Hopper s'installe à Kansas City, dans le Missouri.[réf. nécessaire], après la fin de la Seconde Guerre mondiale. C’est au Kansas City Art Institute que Dennis suit les cours de peinture de Thomas Hart Benton. Dennis Hopper n’a alors que treize ans quand la famille déménage à San Diego en Californie. Son père dirige une poste (il est aussi membre de l’OSS) et sa mère est enseignante. Hopper est élu le plus apte à réussir par les élèves de sa classe à l’université, et c’est là qu’il développe un intérêt pour le théâtre. Il est particulièrement intéressé par les pièces de William Shakespeare.

### Carrière professionnelle
Dennis Hopper a tourné dans 115 films. Il est aussi reconnu comme réalisateur, peintre, poète et photographe,, dont les expositions, notamment à la galerie de Monika Mohr à Hambourg et à la ACE Gallery à Los Angeles, ont été fréquentées par des milliers de visiteurs.
Il dément avoir débuté dans Johnny Guitare par un petit rôle qui n'aurait pas été crédité au générique : « [Cette information] est dans toutes mes biographies. […] Je n'étais même pas à Hollywood quand le film a été fait. »
C’est donc dans un épisode de Medic en 1955, dans lequel il joue un jeune épileptique, que son nom apparaît pour la première fois sur les écrans mais c’est aux côtés de James Dean, à qui il voue une immense admiration, qu’il commence réellement sa carrière cinématographique. Il tourne ainsi dans La Fureur de vivre (Rebel Without A Cause) (1955) et dans Géant (Giant) (sorti en 1956), deux des trois films de la courte carrière cinématographique de James Dean. Sa rencontre avec James Dean confirme sa vocation.
La mort de James Dean dans un accident de voiture en 1955 affecte profondément le jeune Hopper, et c'est peu de temps après cela qu’il entre en conflit avec le réalisateur expérimenté Henry Hathaway sur le film From Hell To Texas. Le comportement de Hopper sur le tournage est tel qu’il est banni de Hollywood pendant plusieurs années. Dans l’impossibilité de jouer au cinéma, Hopper se tourne vers la photographie et réalise la couverture de l’album River Deep - Mountain High de Ike et Tina Turner (1966).
À New York, il étudie à la fameuse Lee Strasberg Acting School. Il apparaît dans plus de 140 épisodes de séries télé comme Bonanza, La Quatrième Dimension (The Twilight Zone), Les Accusés, The Big Balley, The Time Tunnel et Combat !.
Bien que Hopper soit capable de faire des films comme Les Quatre Fils de Katie Elder (The Sons Of Katie Elder) et Cent dollars pour un shérif (True Grit), dans lesquels il a des scènes avec John Wayne, ce n’est que lorsqu’il joue avec Peter Fonda et réalise Easy Rider qu’il impressionne durablement l’establishment hollywoodien.

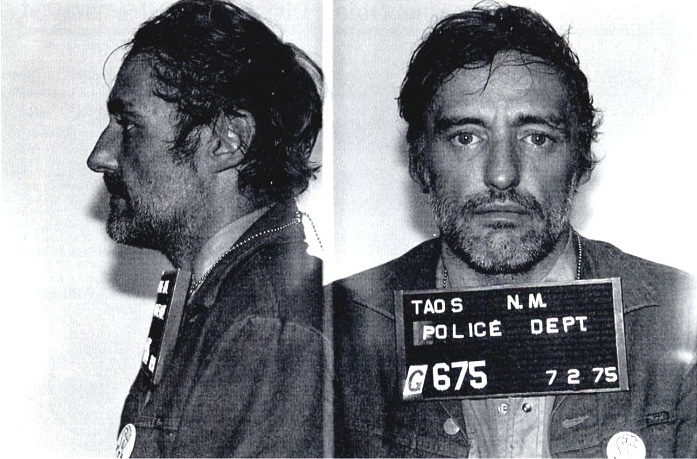
Photographie anthropométrique prise par la police le 2 juillet 1975

Hopper écrit et réalise d’autres films comme The Last Movie en 1971. Universal, qui l'a financé (près d'un million de dollars) et a laissé à Hopper le « final cut », refuse de le distribuer et de tirer des copies, tout en abandonnant à Dennis Hopper tous les droits. Hopper en fait tirer à son compte quelques rares copies, et vient notamment le présenter à la Cinémathèque française pour une représentation unique et un débat avec le public. Entre le nombre minuscule de copies et la radicalité de l'approche, le film est évidemment un échec auprès du public et fait dérailler sa carrière pour des années. Sa dépendance de l’alcool et de la drogue empire gravement. Toujours est-il qu’il continue à tourner de grands films à cette époque, comme Mad Dog Morgan, Tracks, The American Friend, Apocalypse Now ; il obtient un grand succès pour la réalisation et son rôle dans Out of the Blue.
Au début des années 1980, alors qu’il est toujours un consommateur chronique de drogues et d’alcool, il s’expose en public lors d’un « art-happening » en faisant exploser un cercle de six bâtons de dynamite fixés sur une chaise et orientés vers l'extérieur, tout à côté desquels il s'est accroupi. Il en ressort au milieu d’un nuage de poussière, indemne mais extrêmement secoué et sourd pendant plusieurs jours.

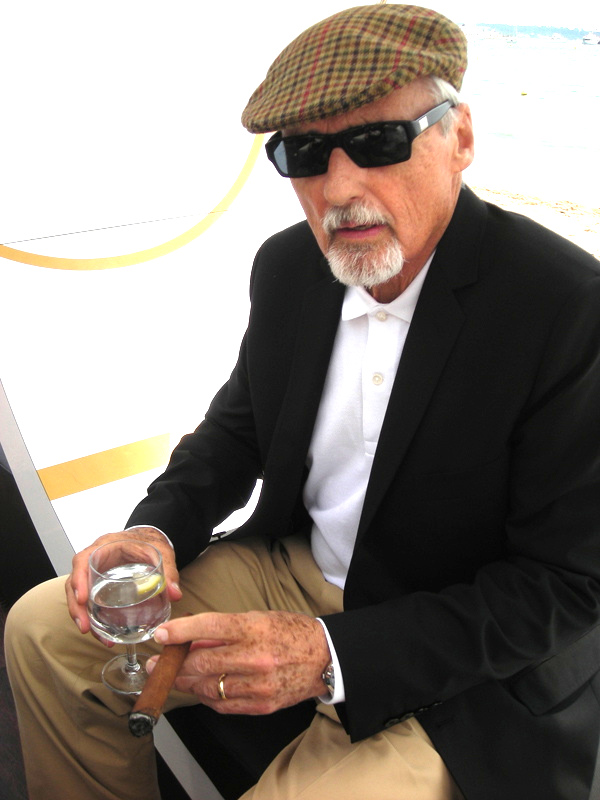
Dennis Hopper en juin 2008.

Par la suite, durant les années 1980, Hopper entreprend un programme de désintoxication et se libère de ses dépendances. Il tourne dans certains films puissants comme Rusty James (Rumble Fish) et The Osterman Weekend de Sam Peckinpah, où il tient un rôle relativement discret ; sa carrière ne redémarre pour de bon que grâce à son interprétation du sadique Frank Booth dans Blue Velvet de David Lynch.
En 1988, il tourne le film Colors, apprécié par la critique, sur les gangs de Los Angeles. Il continue d’être une personnalité importante à Hollywood, tant comme acteur que comme photographe et réalisateur. En 1994, il tient deux rôles de méchant, dans le film Speed face à Keanu Reeves et Sandra Bullock, et, en 1995, face à Kevin Costner dans Waterworld.

### Maladie et mort

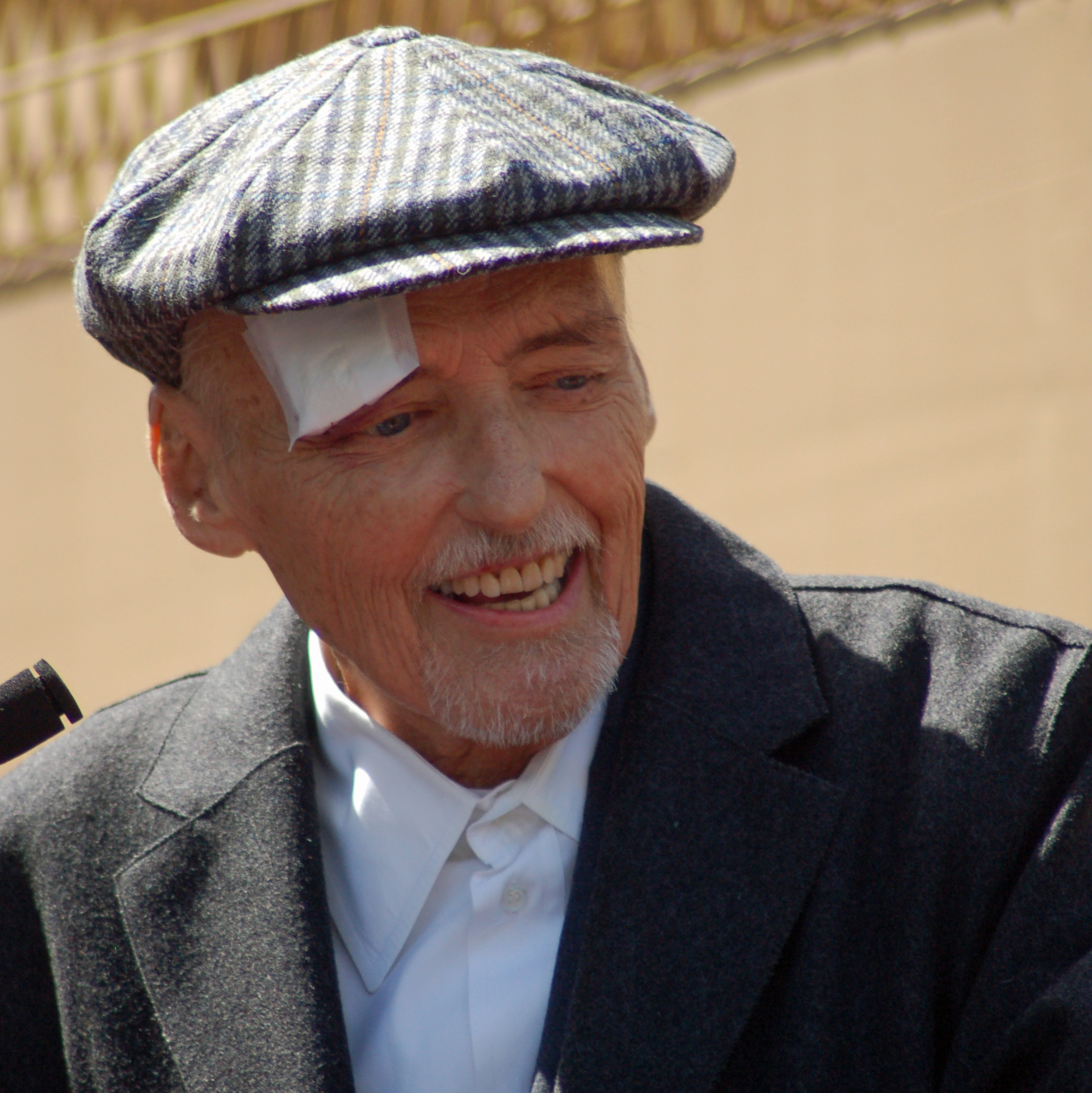
Dennis Hopper, malade, recevant son étoile sur Hollywood Blvd en mars 2010

Fin 2009, l'acteur annonce souffrir d’un cancer de la prostate. Ce cancer, peut-être lié à une longue consommation d'alcool, de drogue et de tabac, aurait en réalité été découvert en 2002. En mars 2010, son avocat déclare que la maladie est au stade terminal. Il prête néanmoins sa voix au film d'animation Alpha et Omega et apparaît dans The Last Film Festival de Linda Yellen (qui ne sortira qu'en 2016).
Dennis Hopper décède des suites de ce cancer à son domicile de Venice, commune de Los Angeles, le 29 mai 2010, à l’âge de 74 ans. Il est enterré au Jesus Nazareno Cemetery dans la commune de Ranchos de Taos (comté de Taos dans le Nouveau Mexique).
Il possède son étoile au 6712 du Hollywood's Walk of Fame, inaugurée le 26 mars 2010,.

### Vie privée
Dennis Hopper a été marié cinq fois, et a eu quatre enfants :
- de 1961 à 1969, avec Brooke Hayward (une fille, Marin, née le 26 juin 1962) ;
- du 31 octobre au 8 novembre 1970, avec la chanteuse et actrice Michelle Phillips ;
- de 1972 à 1976, avec Daria Halprin (une fille, Ruthanna (en), née en 1972) ;
- du 17 juin 1989 à avril 1992, avec Katherine LaNasa (un fils, Henry, né en 1990) ;
- du 13 avril 1996 à sa mort[25] avec Victoria Duffy[26] (une fille, Galen Grier, née en 2003).

Sean Penn, grand ami de Dennis Hopper et de Jack Nicholson, a baptisé l’un de ses enfants Hopper Jack en leur hommage.
Dennis Hopper était un ami de Miles Davis. Lors de leurs discussions, il lui disait souvent « so what? », « et alors ? » avec une connotation « arrête de frimer ». Cela aurait donné le titre  So What (Kind of Blue, 1959).

### Engagements
Loin de ce que l’on pourrait attendre du réalisateur d’Easy Rider, satire de l’Amérique conservatrice, Dennis Hopper s’est engagé politiquement depuis les années 1980 au côté du Parti républicain. Il a soutenu les candidatures de Ronald Reagan, de George H. W. Bush et George W. Bush, et réaffirmé ses opinions conservatrices en France en octobre 2008 lors d’une interview au Grand Journal de Michel Denisot sur Canal+. Il a néanmoins déclaré à cette occasion qu’il voterait pour Barack Obama (démocrate) à cause des « mensonges de l’administration Bush ». Il a également participé en 2008 à un film engagé politiquement à droite, An American Carol, aux côtés d’autres acteurs conservateurs et républicains comme Jon Voight, Kelsey Grammer, ou encore James Woods.

## Filmographie

### Acteur

#### Cinéma
- 1955 : La Fureur de vivre (Rebel Without a Cause) de Nicholas Ray : Goon
- 1955 : La Peur au ventre (I Died a Thousand Times) de Stuart Heisler : Joe
- 1956 : Géant (Giant) de George Stevens : Jordan Benedict III
- 1957 : Règlements de comptes à OK Corral (Gunfight at the O.K. Corral) de John Sturges : Billy Clanton
- 1957 : L'Histoire de l'humanité (The Story of Mankind) d’Irwin Allen : Napoléon Bonaparte
- 1957 : Sayonara de Joshua Logan : un policier militaire à la maison de Kelly / un policier militaire à l'aéroport de Tokyo
- 1958 : La Fureur des hommes (From Hell to Texas) d’Henry Hathaway : Tom Boyd
- 1959 : Californie, terre nouvelle (The Young Land) de Ted Tetzlaff : Hatfield Carnes
- 1960 : Key Witness (en) de Phil Karlson : William “Cowboy” Tomkins
- 1961 : Marée nocturne (Night Tide) de Curtis Harrington : Johnny Drake
- 1964 : Tarzan and Jane Regained… Sort of d’Andy Warhol
- 1965 : Les Quatre Fils de Katie Elder (The Sons of Katie Elder) d’Henry Hathaway : Dave Hastings
- 1966 : Queen of Blood de Curtis Harrington : Paul Grant
- 1967 : Le Voyage (The Trip) de Roger Corman : Max
- 1967 : Luke la main froide (Cool Hand Luke) de Stuart Rosenberg : Babalugats
- 1967 : La Guerre des anges (The Glory Stompers) d’Anthony M. Lanza : Chino
- 1968 : Pendez-les haut et court (Hang ’Em High) de Ted Post : le prophète
- 1968 : Panic in the City d’Eddie Davis : Goff
- 1969 : Easy Rider de lui-même : Billy
- 1969 : Cent Dollars pour un shérif (True Grit) d’Henry Hathaway : Moon
- 1971 : The Last Movie de lui-même : Kansas
- 1972 : Crush Proof de François De Menil
- 1973 : Kid Blue de James Frawley : Bickford Waner
- 1976 : Tracks d’Henry Jaglom : 1er sergent Jack Falen
- 1976 : Mad Dog Morgan de Philippe Mora : Daniel Morgan
- 1977 : L'Ami américain (Der Amerikanische Freund) de Wim Wenders : Tom Ripley
- 1977 : Les Apprentis Sorciers d’Edgardo Cozarinsky : un espion
- 1978 : Couleur chair de François Weyergans : Mel
- 1978 : L'Ordre et la sécurité du monde de Claude d’Anna : Medford
- 1979 : Apocalypse Now de Francis Ford Coppola : le journaliste photographe
- 1979 : Las flores del vicio de Silvio Narizzano : Chicken
- 1980 : Garçonne (Out of the Blue) de lui-même : Don
- 1981 : Renacer de Bigas Luna : le révérend Tom Hartley
- 1981 : Le Roi de la montagne (King of the Mountain) de Noel Nosseck : Cal
- 1982 : Neil Young: Human Highway de Dean Stockwell et Neil Young : Cracker/Stranger
- 1983 : Rusty James (Rumble Fish) de Francis Ford Coppola : Père
- 1983 : The Osterman Weekend de Sam Peckinpah : Richard Tremayne
- 1983 : White Star de Roland Klick : Kenneth Barlow
- 1984 : Little Ears: The Velveteen Rabbit : le narrateur (voix)
- 1984 : Slagskämpen de Tom Clegg : Miller
- 1985 : Rabbit Ears: The Steadfast Tin Soldier : le narrateur (voix)
- 1985 : Rabbit Ears: The Ugly Duckling : le narrateur (voix)
- 1985 : A Hero of Our Time de Michael Almereyda
- 1985 : Les Aventuriers de la 4e dimension (My Science Project) de Jonathan R. Betuel : Bob Roberts
- 1986 : Riders of the Storm (American Way), de Maurice Phillips : le capitaine
- 1986 : Massacre à la tronçonneuse 2 (The Texas Chainsaw Massacre 2) de Tobe Hooper : le lieutenant Enright
- 1986 : Le Fleuve de la mort (River’s Edge) de Tim Hunter : Feck
- 1986 : Blue Velvet de David Lynch : Frank Booth
- 1986 : Le Grand Défi (Hoosiers) de David Anspaugh : Shooter
- 1987 : Running Out of Luck de Julien Temple : le directeur vidéo
- 1987 : Rabbit Ears: The Tale of Mr. Jeremy Fisher : le narrateur (voix)
- 1987 : La Veuve noire (Black Widow) de Bob Rafelson : Ben Dumers
- 1987 : Rabbit Ears: The Tale of Peter Rabbit : le narrateur (voix)
- 1987 : Straight to Hell d’Alex Cox : I.G. Farben
- 1987 : Vous avez dit dingues ? (O.C. and Stiggs) de Robert Altman : Sponson
- 1987 : Le Dragueur (The Pick-up Artist) de James Toback : Flash Jensen
- 1989 : Rabbit Ears: Thumbelina : le narrateur (voix)
- 1989 : Rabbit Ears: How the Leopard Got His Spots de Tim Raglin : le narrateur (voix)
- 1989 : Rabbit Ears: The Fisherman and His Wife : le narrateur (voix)
- 1989 : Un fusil pour l'honneur (Blood Red) de Peter Masterson : William Bradford Berrigan
- 1989 : Chattahoochee de Mick Jackson : Walker Benson
- 1990 : Rabbit Ears: Paul Bunyan : le narrateur (voix)
- 1990 : Une trop belle cible (Catchfire) de lui-même (sous le nom d'Alan Smithee) : Milo
- 1990 : Flashback de Franco Amurri : Huey Walker
- 1991 : Rabbit Ears: King Midas and the Golden Touch : Le conteur (Voix)
- 1991 : Rabbit Ears: The Fool and the Flying Ship : le narrateur (voix)
- 1991 : The Indian Runner de Sean Penn : Caesar
- 1991 : Eye of the Storm de Yuri Zeltser : Marvin Gladstone
- 1992 : Rabbit Ears: Annie Oakley : le narrateur (voix)
- 1992 : Rabbit Ears: Jonah and the Whale : le narrateur (voix)
- 1992 : Rabbit Ears: Rip Van Winkle : le narrateur (voix)
- 1992 : Sunset Heat de John Nicolella : Carl Madson
- 1993 : Red Rock West de John Dahl : Lyle
- 1993 : Rabbit Ears: Aladdin and the Magic Lamp : le narrateur (voix)
- 1993 : L’Extrême Limite (Boiling Point) de James B. Harris : Rudolph Diamond
- 1993 : Super Mario Bros. d’Annabel Jankel et Rocky Morton : King Koopa
- 1993 : True Romance de Tony Scott : Clifford Worley
- 1994 : L'Escorte infernale (Chasers) de lui-même : Doggie
- 1994 : Speed de Jan de Bont : Howard Payne
- 1995 : Search and Destroy : En plein cauchemar de David Salle : Luther Waxling
- 1995 : Waterworld de Kevin Reynolds : Deacon
- 1996 : État de force de Bruno Barreto : Joseph Svenden
- 1996 : Basquiat de Julian Schnabel : Bruno Bischofberger
- 1996 : Space Truckers de Stuart Gordon : John Canyon
- 1996 : Les Derniers Jours de Frankie la Mouche (The Last Days of Frankie the Fly) de Peter Markle : Frankie "La mouche"
- 1997 : The Good Life d’Alan Mehrez : M. Golf
- 1997 : Les Rapaces (Top of the World) de Sidney J. Furie : Charles Atlas
- 1997 : The Blackout d'Abel Ferrara : Mickey/Wayne
- 1997 : Road Ends de Rick King : le shérif Ben Gilchrist
- 1998 : Tycus de John Putch (vidéo)
- 1998 : Meet the Deedles de Steve Boyum : Frank Slater
- 1998 : Welcome to Hollywood d'Adam Rifkin et Tony Markes : lui-même
- 1999 : Le Jeu du prophète (The Prophet’s Game) de David Worth : Vincent Swan
- 1999 : L'Association du mal (Lured Innocence) de Kikuo Kawasaki : Rick Chambers
- 1999 : En direct sur Ed TV (Edtv) de Ron Howard : Henry Pekurny
- 1999 : Tireur d'élite (de) (Straight Shooter) de Thomas Bohn : Frank Hector
- 1999 : Jesus’ Son d’Alison Maclean : Bill
- 1999 : The Venice Project de Robert Dornhelm : Roland / Salvatore
- 1999 : Bad City Blues de Michael Stevens : Cleveland Carter
- 2000 : Les Traces de l'ange (Michael Angel) de William Gove : Lewis Garou
- 2000 : The Spreading Ground de Derek Vanlint : Ed Delongpre
- 2000 : Coup de maître (Luck of the Draw) de Luca Bercovici (en) : Giani Ponti
- 2000 : Held for Ransom de Lee Stanley : JD
- 2001 : Explosion imminente (Ticker) d’Albert Pyun : Alex Swan
- 2001 : Choke de John Sjogren : Henry Clark
- 2001 : L.A.P.D. : Protéger et servir d’Ed Anders : le capitaine Elsworth
- 2001 : Les Hommes de main (Knockaround Guys) de Brian Koppelman et David Levien : Benny Chains
- 2002 : Unspeakable de Thomas J. Wright : Warden Earl Blakely
- 2002 : Leo de Mehdi Norowzian : Horace
- 2002 : The Piano Player de Jean-Pierre Roux : Robert Nile
- 2003 : The Night We Called It a Day de Paul Goldman : Frank Sinatra
- 2004 : Legacy de Bo Svenson : l'officier CHP
- 2004 : Le Ravisseur (The Keeper) de Paul Lynch : Krebs
- 2004 : Attractions fatales (Out of Season) de Jevon O’Neill : Harry Barlow
- 2004 : House of 9 de Steven R. Monroe : le père Duffy
- 2005 : Hoboken Hollow de Glen Stephens : le shérif Greer
- 2005 : Americano de Kevin Noland : Riccardo
- 2005 : The Crow: Wicked Prayer de Lance Mungia : El Nino
- 2005 : Le Territoire des morts (Land of the Dead) de George A. Romero : Kaufman
- 2006 : 10th and Wolf de Robert Moresco : Matty Matello
- 2007 : By the Ways: A Journey with William Eggleston de Vincent Gérard et Cédric Laty : lui-même
- 2007 : En route pour l'enfer (Hell Ride) de Larry Bishop : Eddie Zero
- 2008 : Memory de Benett Joshua Davlin : Max Liechtenstein
- 2008 : An American Carol de David Zucker : le juge
- 2008 : Sleepwalking de Bill Maher : M. Reedy
- 2008 : Lovers (Elegy) d'Isabel Coixet : George O'Heam
- 2008 : Rendez-vous à Palerme (Palermo Shooting) de Wim Wenders : Frank
- 2008 : Swing Vote de Joshua Michael Stern : Donald Greenlaf
- 2010 : Alpha et Oméga (Alpha and Omega) : Tony (voix)
- 2016 : The Last Film Festival : Nick Twain
- 2018 : De l'autre côté du vent (The Other Side of the Wind) d'Orson Welles : lui-même (film inachevé tourné entre 1970 et 1976)

#### Télévision
Téléfilms
- 1958 : Swiss Family Robinson : Fritz
- 1985 : Stark : le lieutenant Ron Bliss
- 1986 : Stark : Meurtres à Las Vegas (Stark: Mirror Image)  : le lieutenant Ron Bliss
- 1989 : Black Leather Jacket : le narrateur (voix)
- 1991 : Rage (Paris Trout) de Stephen Gyllenhaal : Paris Trout
- 1991 : Trahison (Doublecrossed) de Roger Young : Barry Seal
- 1992 : Le Feu de minuit (Sunset Heat) de John Nicolella : Carl Madson
- 1992 : Légitime vengeance (Nails) de John Flynn : Harry « Nails » Niles
- 1992 : The Heart of Justice de Bruno Barreto : Austin Blair
- 1994 : Chasseur de sorcières (Witch Hunt) de Paul Schrader : H. Phillip Lovecraft
- 2003 : Suspense de David Koepp : le narrateur (voix)
- 2004 : The Last Ride de Guy Norman Bee : Ronnie Purnell

Séries télévisées
- 1955 : Medic : Robert
- 1955 : The Public Defender : Frankie
- 1955 : Letter to Loretta : Ross Morton
- 1956 : Kings Row : Tod Monaghan
- 1956 : Le Choix de... (Screen Directors Playhouse) : Steve Redman
- 1956 - 1957 : Cheyenne : Utah Kid / Abe Larson
- 1957 : Conflict : Ed Novak
- 1957 : Sugarfoot : Billy the Kid
- 1958 : Studio One : David Williams / Harry Wales
- 1958 - 1959 : L'homme à la carabine (The Rifleman) : Vernon Tippert / Johnny Clover
- 1959 : The Lineup : Leighton
- 1960 : The Millionaire (en) : Adam Spencer
- 1961 : Naked City : Vinnie Winford
- 1961 : The Investigators : Adrien Brewtser
- 1962 : Surfside 6 (en) : Trask
- 1962 - 1963 : Les Accusés (The Defenders) : Alfred Carter Jr / Jason Thomas
- 1963 : La Grande Caravane (Wagon Train) : Emmett Lawton
- 1963 : The Dakotas : Ross Kendrick
- 1963 : La Quatrième Dimension (The Twilight Zone) : Peter Vollmer
- 1963  : Le Plus Grand Chapiteau du monde (The Greatest Show on Earth) : Rhymer
- 1963 : Espionage : Ferno
- 1964 : Bonanza : Dev Farnum
- 1964 : The Lieutenant : Peter Devlin
- 1964  : Arrest and Trial (en) : Coley Mitchum
- 1964 : Petticoat Junction : Alan Landman
- 1965 : Convoy : Roger Small
- 1965  : Gunsmoke : Billy Kombo
- 1966 : Jesse James (The Legend of Jesse James) (Série TV) : Jud Salt
- 1966  : Au cœur du temps (The Time Tunnel) : un passager
- 1967 : Combat ! (Combat!) : Zack Fielder
- 1967 : The Guns of Will Sonnett : Vern Reed
- 1967 : La grande vallée (The Big Valley) : Leon Grell / Jimmy Sweetwater
- 1980 : La Cible : Doc Holliday
- 1996 : Samson et Dalila (en) (Samson and Delilah) : le général Tariq (mini-série en 2 épisodes)
- 1999 : American Masters : le narrateur (voix)
- 2000 : Jason et les Argonautes (Jason and the Argonauts) : Pelias (mini-série en 2 épisodes)
- 2002 : Firestarter : Sous l'emprise du feu (Firestarter 2: Rekindled) : James Richardson (mini-série en 2 épisodes)
- 2002 : 24 heures chrono (24) : Victor Drazen
- 2002 : Flatland : Smith
- 2004 : Las Vegas : Jon Castille
- 2005-2006 : DOS : Division des opérations spéciales (E-Ring) : le colonel Eli McNulty
- 2007 : Entourage : Dennis Hopper
- 2008-2009 : Crash : Ben Cendars

#### Jeux vidéo
- 1998 : Black Dahlia : Walter Pensky (voix)
- 2002 : Grand Theft Auto : Vice City : Steve Scott (voix)
- 2009 : Deadly Creatures : Wade (voix)

### Réalisateur
- 1969 : Easy Rider
- 1971 : The Last Movie
- 1980 : Garçonne (Out of the Blue)
- 1988 : Colors
- 1990 : Une trop belle cible (Catchfire) (sous le nom d'Alan Smithee)
- 1990 : Hot Spot
- 1994 : L'Escorte infernale (Chasers)
- 2000 : Homeless (court métrage)
- 2008 : Pashmy Dream (court métrage)

## Musique
Il a participé à la création du disque Demon Days du groupe fictif Gorillaz, en narrant un texte sur la 13e piste de l’album, Fire Coming Out of the Monkey’s Head.

## Distinctions

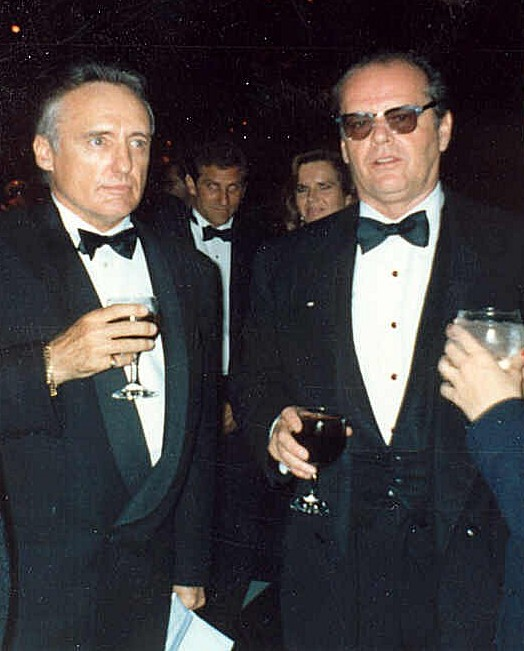
Dennis Hopper et Jack Nicholson à la des Oscars en mars 1990.

Dennis Hopper a été fait commandeur dans l’ordre national des Arts et des Lettres par la ministre française de la Culture, Christine Albanel, lors d’une cérémonie à la Cinémathèque française en octobre 2008, alors que celle-ci présentait une exposition temporaire autour de Hopper.[réf. nécessaire]

### Récompenses
- Festival de Cannes 1969 : prix de la meilleure première œuvre pour Easy Rider
- Festival international du film de Stockholm 1991 : Lauréat du Trophée pour l'ensemble de sa carrière
- Florida Film Festival 1994 : Lauréat du Trophée John M. Tiedtke
- Brussels International Film Festival 1998 : Lauréat du Trophée Crystal Iris
- Empire Awards 1998 : Lifetime Achievement Award
- Taos Talking Picture Festival 1999 : Lauréat du Trophée Maverick
- Young Hollywood Awards 2001 : Lauréat du Trophée Role Model
- Festival international du film de Saint-Sébastien 2002 : Lauréat du Trophée Donostia pour l'ensemble de sa carrière
- CineVegas International Film Festival 2003 : Lauréat du Trophée Marquee
- Santa Monica Film Festival 2003 : Lauréat du Trophée pour l'ensemble de sa carrière
- Method Fest 2004 : Lauréat du Trophée pour l'ensemble de sa carrière
- Capri 2007 : Lauréat du Trophée Capri Legend

### Nominations
- Oscars 1970 : meilleur scénario original pour Easy Rider
- Golden Globes 1987 : meilleur acteur dans un second rôle pour Blue Velvet et pour Le Grand Défi
- Oscars 1987 : meilleur acteur dans un second rôle pour Le Grand Défi

## Voix francophones
- Patrick Floersheim (*1944 - 2016) dans :
  - Blue Velvet
  - Le Grand Défi
  - Le Dragueur
  - Chattahoochee
  - Speed
  - Jason et les Argonautes (mini-série)
  - Explosion imminente
  - Firestarter : Sous l'emprise du feu (téléfilm)
  - Las Vegas (série télévisée)
  - The Last Ride (téléfilm)
  - Swing Vote : La Voix du cœur
  - En route pour l'enfer
  - Crash (série télévisée)
- Bernard Tiphaine (*1938 - 2021[31]) dans :
  - Catchfire
  - Search and Destroy (téléfilm)
  - Samson et Dalila (téléfilm)
  - Basquiat
  - Coup de maître
  - Les Hommes de main
  - Entourage (série télévisée)
  - Alpha et Oméga (voix)
- Michel Bedetti dans :
  - Le Fleuve de la mort (doublé en 2004)
  - Rage
  - Les Derniers Jours de Frankie la Mouche
  - True Romance
- Jean-Pierre Moulin dans :
  - Osterman week-end
  - Red Rock West
  - Les Rapaces
- Serge Lhorca (*1918 - 2012) dans :
  - La Fureur des hommes
  - La Veuve noire
- Pierre Trabaud (*1922 - 2005) dans :
  - Le Voyage
  - Easy Rider
- Gérard Hernandez dans :
  - Apocalypse Now
  - Garçonne
- Dominique Collignon-Maurin dans :
  - Super Mario Bros.
  - Apocalypse Now Redux
- Bernard-Pierre Donnadieu (*1949 - 2010) dans :
  - Waterworld
  - Lovers

et aussi
- Michel Choisy dans La Fureur de vivre
- Michel Gudin (*1916 - 1994) dans Géant
- Roger Coggio (*1934 - 2001) dans Règlements de comptes à OK Corral
- Claude d'Yd (*1922 - 2009) dans Les Quatre Fils de Katie Elder
- Henry Djanik (*1926 - 2008) dans Pendez-les haut et court
- Michel François (*1929 - 2010) dans Cent dollars pour un shérif
- Sady Rebbot (*1935 - 1994) dans L'Ami américain
- Henri Labussière (*1921 - 2008) dans Rusty James
- Bernard Tixier (*1938 - 2011) dans Les Aventuriers de la 4e dimension
- Daniel Beretta (*1946 - 2024) dans Massacre à la tronçonneuse 2[32]
- Francis Lax (*1930 - 2013) dans Nails (téléfilm)
- Georges Claisse (*1941 - 2021) dans En direct sur Edtv
- Jean-Luc Kayser dans DOS : Division des opérations spéciales (série télévisée)
- Pierre Londiche (*1932 - 2022) dans Le Territoire des morts
- Jean-Bernard Guillard dans 24 heures chrono (série télévisée)